# Carrer de l'Església (Sant Vicenç de Montalt)
El Carrer de l'Església és una via pública de Sant Vicenç de Montalt (Maresme) inclosa a l'Inventari del Patrimoni Arquitectònic de Catalunya.

## Descripció
El carrer de l'església correspon al barri antic de la població, on podem trobar les típiques cases del segle xviii amb planta baixa i pis amb portes i finestres de pedra. A aquest encara podem veure els guarda-rodes - que com el seu nom indica, són pedres que protegeixen les façanes de les rodes dels carros o cotxos- arran els panys de paret.